# 源氏物語の巻序
| 源氏物語五十四帖 |        |    |        |
| 各帖のあらすじ   |        |    |        |
| 帖               | 名     | 帖 | 名     |
| 1                | 桐壺   | 28 | 野分   |
| 2                | 帚木   | 29 | 行幸   |
| 3                | 空蝉   | 30 | 藤袴   |
| 4                | 夕顔   | 31 | 真木柱 |
| 5                | 若紫   | 32 | 梅枝   |
| 6                | 末摘花 | 33 | 藤裏葉 |
| 7                | 紅葉賀 | 34 | 若菜   |
| 8                | 花宴   | 35 | 柏木   |
| 9                | 葵     | 36 | 横笛   |
| 10               | 賢木   | 37 | 鈴虫   |
| 11               | 花散里 | 38 | 夕霧   |
| 12               | 須磨   | 39 | 御法   |
| 13               | 明石   | 40 | 幻     |
| 14               | 澪標   | 41 | 雲隠   |
| 15               | 蓬生   | 42 | 匂宮   |
| 16               | 関屋   | 43 | 紅梅   |
| 17               | 絵合   | 44 | 竹河   |
| 18               | 松風   | 45 | 橋姫   |
| 19               | 薄雲   | 46 | 椎本   |
| 20               | 朝顔   | 47 | 総角   |
| 21               | 少女   | 48 | 早蕨   |
| 22               | 玉鬘   | 49 | 宿木   |
| 23               | 初音   | 50 | 東屋   |
| 24               | 胡蝶   | 51 | 浮舟   |
| 25               | 蛍     | 52 | 蜻蛉   |
| 26               | 常夏   | 53 | 手習   |
| 27               | 篝火   | 54 | 夢浮橋 |

本項では『源氏物語』の巻序（巻の並べ方）について記述する。関連して、『源氏物語』の巻の分け方についても説明する。

## 概要
現在、『源氏物語』は、全体で54巻から構成されている。それらは定まった巻序（並べ方）を持ち、それに従って並べられ、読むものであるとされている。しかし歴史的には、源氏物語の古注釈・梗概書・古系図・巻名目録など様々な記録から、様々な巻序が存在していたと見られるため、現在の巻序が『源氏物語』が成立した時点からずっとそのままであったとは考えられない。
『源氏物語』を含む平安時代に作られた「王朝物語」や、その流れを汲む「擬古物語」には、複数の巻から構成される長編物語がいくつか存在するが、『落窪物語』、『浜松中納言物語』、『夜半の寝覚』、『狭衣物語』、『住吉物語』、『わが身にたどる姫君』、『夢の通ひ路物語』、『松陰中納言物語』、『恋路ゆかしき大将』のようにその多くは各巻が単に「一の巻」・「二の巻」といった巻序の数字しか持っていない。これに対し『源氏物語』ではそれぞれの巻に固有の巻名が付けられており、古い時代の伝本には巻序の数字は付されていない。どのような理由によってこのような違いが生じたのかは明らかでは無い。なお、『うつほ物語』の伝本には巻名と共に巻序の数字が付されているが、『うつぼ物語』の全巻にわたる伝本は江戸時代のものしかなく、また伝本ごとの巻名や巻序の差異も激しいためこれらが物語成立時のものをそのまま反映しているとは考えられないため、『源氏物語』を同様に複雑な巻序の問題が存在している。また『栄花物語』もまた各巻に巻名を持つ数少ない物語の一つであるが、この『栄花物語』の伝本には通常巻名とともに巻序の数字が付されており、また『栄花物語』は歴史物語（物語風史書）であるため内容から巻々の前後関係が明らかであることから巻序の問題は生じない。
かつては、作者が定めた、あるいは多くの読者に共通する、正しいとされる巻序が存在することは議論するまでもない当然のことと考えられていた。これはたとえば『源氏物語』が成立して間もない時期に著された『更級日記』において「一の巻より」などといった記述があることを根拠としていた。例えば稲賀敬二は、巻名が作者によって付けられたのかどうかという議論の中で、作者が定めた「正しい巻序」が存在することを前提にして、「当時の読者はどの巻の後にどの巻を読むべきかを巻名をもとに判断したのでは無いだろうか。」として「源氏物語の巻名は作者によって付けられたものであろう」と述べている。
一方、鎌倉時代から室町時代にかけての写本には、その巻の巻名だけが書かれており、「源氏物語」という物語全体の題名も、その巻が何番目に読むべき巻なのかという巻序も記されてはいないのが通常の姿であった。このような事実を元に、そもそも書かれた当初の『源氏物語』には読者に（あるいは作者を含めて）共通したどの巻の後にどの巻を読むべきであるといった「正しい巻序」などという概念は存在しなかったのではないかとする見方も出されている。

## 現在の巻序
現在『源氏物語』は、一般的には54帖を以下のように一直線に並べ、その巻序に従って読む（鑑賞する）ものとされている。伝本や現代語訳の出版もこの順になされる。
1. 桐壺
2. 帚木
3. 空蝉
4. 夕顔
5. 若紫
6. 末摘花
7. 紅葉賀
8. 花宴
9. 葵
10. 賢木
11. 花散里
12. 須磨
13. 明石
14. 澪標
15. 蓬生
16. 関屋
17. 絵合
18. 松風
19. 薄雲
20. 朝顔
21. 少女
22. 玉鬘
23. 初音
24. 胡蝶
25. 蛍
26. 常夏
27. 篝火
28. 野分
29. 行幸
30. 藤袴
31. 真木柱
32. 梅枝
33. 藤裏葉
34. 若菜上
35. 若菜下
36. 柏木
37. 横笛
38. 鈴虫
39. 夕霧
40. 御法
41. 幻
42. 匂宮
43. 紅梅
44. 竹河
45. 橋姫
46. 椎本
47. 総角
48. 早蕨
49. 宿木
50. 東屋
51. 浮舟
52. 蜻蛉
53. 手習
54. 夢浮橋

## 近代以前の一般的な巻序
近代以前の『源氏物語』の注釈書・梗概書・巻名目録などの中で巻を並べるときには、現在のように全ての巻を単純に一直線に並べて番号を振るのではなく、しばしばある巻と別の巻とが「並ぶ」・「併せる」・「奥に込める」といった表現でつなげられており、全体としては「二次元的」あるいは「複線的」と呼びうるような形で配置されていた。また巻名に番号を振るときでも「並びの巻には番号を振らない」といった形をとるために全体の巻数と最も大きい巻序の番号とは一致しない。また、いくつかの巻は現在とは異なった名称（この名称は「異名」という術語を使用されることがあるが、これはあくまで「現在一般的に使用されている名称と比べたときに異なる名称である」ということを意味しているに過ぎない呼び方であって、「匂宮」に対する「匂兵部卿」のように過去には現在の「異名」がより一般的な名称であったと見られるような場合も存在する。）で呼ばれていることがある。
以下に近代以前の一般的な巻序を示す。括弧内は巻名の異名であるが、単純ではない。詳しくは各巻の記事を参照。
|    | 本の巻                           | 並びの巻                                             | 備考                                                                           |
| -- | -------------------------------- | ---------------------------------------------------- | ------------------------------------------------------------------------------ |
| 1  | 桐壺（壺前裁・輝く日の宮）       |                                                      | 壺前裁や輝く日の宮については桐壺とは別の巻とする資料もある。                   |
| 2  | 帚木                             | 空蝉、夕顔                                           |                                                                                |
| 3  | 若紫                             | 末摘花                                               |                                                                                |
| 4  | 紅葉賀                           |                                                      |                                                                                |
| 5  | 花宴                             |                                                      |                                                                                |
| 6  | 葵                               |                                                      |                                                                                |
| 7  | 賢木（松が浦島）                 |                                                      |                                                                                |
| 8  | 花散里                           |                                                      |                                                                                |
| 9  | 須磨                             |                                                      |                                                                                |
| 10 | 明石（浦伝）                     |                                                      |                                                                                |
| 11 | 澪標                             | 蓬生、関屋                                           |                                                                                |
| 12 | 絵合                             |                                                      |                                                                                |
| 13 | 松風                             |                                                      |                                                                                |
| 14 | 薄雲                             |                                                      |                                                                                |
| 15 | 朝顔                             |                                                      |                                                                                |
| 16 | 少女（日影）                     |                                                      |                                                                                |
| 17 | 玉鬘                             | 初音、胡蝶、蛍、常夏、篝火、野分、行幸、藤袴、真木柱 |                                                                                |
| 18 | 梅枝                             |                                                      |                                                                                |
| 19 | 藤裏葉                           |                                                      |                                                                                |
| 20 | 若菜上（箱鳥）                   | 若菜下（諸鬘）                                       | 古い時代の巻名目録では若菜は上下2巻に分けず全体で1巻と数えられることの方が多い |
| 21 | 柏木                             |                                                      |                                                                                |
| 22 | 横笛                             | 鈴虫                                                 |                                                                                |
| 23 | 夕霧                             |                                                      |                                                                                |
| 24 | 御法                             |                                                      |                                                                                |
| 25 | 幻                               |                                                      |                                                                                |
| 26 | 雲隠                             |                                                      | 本文は伝存していないが、しばしば巻名のみ挙げられることがある                   |
| 27 | 匂宮（匂兵部卿、薫大将、薫中将） | 紅梅、竹河                                           |                                                                                |
| 28 | 橋姫（優婆塞）                   |                                                      |                                                                                |
| 29 | 椎本                             |                                                      |                                                                                |
| 30 | 総角                             |                                                      |                                                                                |
| 31 | 早蕨                             |                                                      |                                                                                |
| 32 | 宿木（貌鳥）                     |                                                      | 貌鳥については宿木とは別の巻とする資料もある。                                 |
| 33 | 東屋（狭筵）                     |                                                      | 狭筵については東屋とは別の巻とする資料もある。                                 |
| 34 | 浮舟                             |                                                      |                                                                                |
| 35 | 蜻蛉                             |                                                      |                                                                                |
| 36 | 手習                             |                                                      |                                                                                |
| 37 | 夢浮橋（法の師）                 |                                                      | 法の師については夢浮橋とは別の巻とする資料もある。                             |

橋姫から夢浮橋までのいわゆる「宇治十帖」については、他の巻と同じような並べ方が記載されている形の文書もある一方で、
- 椎本以下の9帖を橋姫の並びの巻のように表記する。
- 宇治十帖で改めて「宇治一」から始まる番号を振る（白造紙など）。
- 宇治十帖全体を「宇治」と一帖であるかのように表記し、その下に宇治十帖各巻の巻名を書く（正嘉本源氏物語系図など）。

といった事例が見られるほかに、この宇治十帖を「無いものもある」との注釈を加えている文書も存在する。
さらに、夢浮橋以降などに、「輝く日の宮」、「法の師」、「桜人」、「狭筵」、「巣守」、「八橋」、「差櫛」、「花見」、「嵯峨野」、「雲雀子」、「花見」、「山路の露」といった現在の54帖には見られない巻名を記しているものがしばしばある。

## 現行の巻序と異なる巻序の存在
古い時代の注釈書や巻名目録などには現行の巻序とは異なる巻序に基づくと見られる記述がしばしば見られる。

### 源氏物語絵巻の巻序
平安時代末期に制作されたと見られる『源氏物語絵巻』は、現在は一葉ごとに切り離されて名古屋市の徳川美術館、東京都世田谷区の五島美術館、東京国立博物館など数箇所に分散されて所蔵されているが、もともとは現行の巻序とは異なる竹河→橋姫というつながり方をしていたとする秋山光和の説がある。

### 源氏釈の巻序
『源氏物語』の注釈書として最も成立時期が古く、「注釈の始め」ともされる『源氏釈』（前田本）による巻序は以下のような特徴を持っている。
- 玉鬘の並びの最後「槇柱」の後に「桜人」なる現存しない巻の巻名を挙げて、「蛍の次にあるべし」と注釈を加えている。
- 「廿五　幻」の後がすぐ「廿七　匂兵部卿」となっており、雲隠があるはずの「廿六」が存在せず「欠番」になっている。
- 「総角」を「椎本」の並びの巻にしている。
- 「三十六 夢浮橋」の後に続く巻として、「三十七」に「のりのし」なる巻が巻名のみ挙げられている。

### 奥入の巻序
『奥入』には巻序に関して以下のような記述がある。
- 現在桐壺と呼ばれている巻に「壺前栽」という異名があり、さらに現在の「桐壺」に相当するものが「壺前栽」と「桐壺」という二つの巻に分かれている「或本」があったことを記録している。
- 桐壺と帚木との間に「輝く日の宮」なる名前を記したうえで、「このまき無し」（第一次奧入）または「このまきもとより無し」（第二次奧入）などと注釈を加えている。

### 河海抄の巻序
室町時代初期に四辻善成によって著された注釈書である『河海抄』には、藤原伊行の所持本がそうであったという形ではあるが、蓬生巻と関屋巻との前後関係について、現在一般的な「蓬生→関屋」とは逆の、「関屋→蓬生」とする形が存在したことを伝えている。

### 耕雲本の巻序
室町時代中期に花山院長親によって整えられた『源氏物語』の本文である「耕雲本」は、その本文自体は河内本を主体としながら一部に青表紙本や別本を含む取り合わせ本であり、その巻序は現行の通常の巻序と何ら異なることは無い。しかしながら耕雲本はその特色として各巻の巻末には耕雲による跋歌が記されており、そこに独自の巻序をうかがわせる以下のような特徴がある。
- 「帚木」には跋歌が無い。
- 「若菜下」には跋歌が無い。
- 「幻」巻の巻末には幻巻の跋歌の後に「雲隠」の跋歌が記されている。
- 「宿木」巻の巻末には宿木の跋歌の後に「貌鳥」の跋歌が記されている。
- 「夢浮橋」巻の巻末には夢浮橋の跋歌の後に「法の師」の跋歌が記されている。

このうち若菜下巻や雲隠の扱いについてはしばしば古い時代の巻序に現れるものであるが、貌鳥や法の師については余り例が無いものの、寺本直彦による「かつて宿木巻の後半部分は宿木とは別の貌鳥という巻であり、夢浮橋巻の後半部分は夢浮橋とは別の法の師という巻であった」とする説の根拠の一つになっている。

### 光源氏巻名歌の巻序
室町時代の連歌師であり尼僧である祐倫によって1449年に著された『山頂湖面抄』など幾つかの注釈書に収められている藤原定家作と伝えられる（但し定家の真作ではなく後世の誰かが定家に仮託したものであろうと考えられている）源氏物語巻名歌の一つ『光源氏巻名歌』では、蓬生巻と関屋巻との前後関係が、現在一般的な「蓬生→関屋」とは逆の、「関屋→蓬生」になっている。

### 『源氏六十三首之歌』の巻序
『源氏物語』の巻名を歌に詠み込んでいった源氏物語巻名歌の一つである『源氏六十三首之歌』では、
- 現存する写本では本文中に並べられている巻名を読み込んだ歌は題名より一つ少ない六十二首であるものの、題名による限り源氏物語が63の巻から構成されていることを前提にしていると見られる。
- 桐壺から夢浮橋までの巻の並べ方については竹河と紅梅の並べ方が逆になっていることを除けば特に現在一般的な巻序と変わりはないものの、夢浮橋以降に狭筵・巣守・八橋・花見・嵯峨野といった外伝的な巻名を数多く含んでいる。
- 外伝的な巻名の並びの最後に山路の露と見られる名称を源氏物語の中の巻名として含んでいる。

といった他の文献に例を見ない特徴をいくつも持っている。

### その他
『源氏物語』の本文自体（それぞれの巻で初めて登場する人物の表記など）や源氏物語古系図の人物表記などの分析から、『源氏物語』の第三部について以下のような巻序を前提とした記述が見られるとする長谷川佳男の説がある。
- 匂宮
- 大姫物語（宇治十帖の前半・橋姫から早蕨まで）
- 紅梅
- 竹河
- 浮舟物語（宇治十帖の後半・宿木から夢浮橋まで）